# Neerach
Neerach é uma comuna da Suíça, situada no distrito de Dielsdorf, no cantão de Zurique. Tem 6,04 km² de área e sua população em 2018 foi estimada em 3.176 habitantes.